# Jamila Velazquez
Jamila Velazquez est une actrice et chanteuse américaine d'origine portoricaine, dominicaine et équatorienne née le 27 novembre 1995.
Elle est surtout connue pour avoir interprété les rôles de Sarita dans la série Twisted et de Laura Calleros dans la série Empire.

## Discographie
- Yo Vivre (reprise anglaise/espagnole de I Will Survive)
- Runnin (featuring Bryshere Y. Gray, Raquel Castro et Yani Marin)
- Miracles (featuring Bryshere Y. Gray
- Crown (featuring Raquel Castro et Yani Marin).

•  All nite ( featuring Empire Cast , Yo Gotti)

## Filmographie
- 2012 : New York, unité spéciale : Pilar Morenas (saison 14, épisode 4)
- 2013-2014 : Twisted : Sarita (saison 1)
- 2015 : Chicago Police Department : Emily Vega (saison 4,épisode 11)

- 2015 : New York, unité spéciale : Pilar Morenas (saison 16, épisodes 15 et 23)
- 2015-2016 : Empire : Laura Calleros (saison 2)
- 2016 : Orange Is the New Black : Sirena (2 épisode)
- 2022 : New York, unité spéciale : Maya Jimenez (saison 23, épisode 11)

## Divers
- 2014 : Les Misérables, comédie musicale au Broadway Theatre
- 2015 : Nothing Like You (clip)